# Batalha de Mortemer
A Batalha de Mortemer foi uma derrota para Henrique I de França, quando liderou um exército contra o seu vassalo, Guilherme II, duque da Normandia em 1054. Guilherme viria a se tornar conhecido como Guilherme, o Conquistador, após sua bem-sucedida invasão e conquista da Inglaterra.

## Antecedentes
Guilherme, o Bastardo, tornou-se duque da Normandia ainda jovem. Mais tarde ele se tornaria rei da Inglaterra, mas o seu reinado como duque da Normandia não começou bem, ele teve de experimentar vinte anos de conflitos internos. O cronista Guilherme de Jumièges informou que o guardião do duque, seu professor e seu mordomo foram todos mortos por rebeldes. Os membros de sua família tentaram derrubá-lo. Em 1046 houve uma rebelião liderada por Guy de Borgonha, primo de Guilherme. Guilherme derrotou os rebeldes na batalha de Val-ès-Dunes em 1047, com o apoio de Henrique I de França.

## Batalha
O rei francês apoiou Guilherme na batalha de Val-ès-Dunes, mas em 1052 ele decidiu se opor a Guilherme e liderou uma aliança de magnatas franceses contra ele. Uma grande força sob Odo, irmão do rei, veio do nordeste da França, juntamente com tropas sob Rainaldo, conde de Clermont e Guido, conde de Ponthieu. Esta segunda força entrou na Normandia Oriental e começou a devastação generalizada.
Enquanto o duque Guilherme enfrentou o rei francês, a oeste do rio Sena, uma força aliada dos barões normandos liderados por Roberto, Conde d'Eu, Hugo de Gournay, Gualtério Gifardo, Rogério de Mortimer, e o jovem Guilherme de Warenne saiu de suas próprias terras para parar a incursão do conde Odo e do Conde Rainaldo.
A força francesa foi amplamente espalhada em suas depredações de violações e pilhagens nas terras normandas, e foi um alvo fácil para as forças normandas de Roberto, Conde d'Eu. O engajamento feroz durou muitas horas, mas os franceses foram deixados com pesadas perdas. Guy, conde de Ponthieu foi capturado durante o curso da batalha.
Quando a notícia da batalha chegou ao outro lado do rio, onde o rei francês estava se preparando para a batalha do duque Guilherme, Henrique I retirou-se em consternação.
Após as derrotas de 1052 e 1054 os senhores normando rebeldes foram exilados, as terras normandas dos Condes de Ponthieu foram confiscadas, e Guy, conde de Ponthieu jurou obediência a Guilherme depois de dois anos de prisão.